# Philodromus pericu
Philodromus pericu är en spindelart som beskrevs av Jiménez 1989. Philodromus pericu ingår i släktet Philodromus och familjen snabblöparspindlar. Inga underarter finns listade i Catalogue of Life.